# HD 20781
HD 20781 è una stella di 8ª magnitudine distante circa 116 anni luce dalla Terra, situata nella costellazione della Fornace. Fa parte di un sistema binario largo assieme a HD 20782; entrambe le stelle, nane gialle di tipo solare, ospitano un sistema planetario. Ha una grande separazione angolare dalla compagna, di 252 secondi d'arco, che corrispondono a 9080 UA alla distanza in cui si trova il sistema. 
Due pianeti extrasolari sono stati annunciati attorno a HD 20781 nel 2011; si tratta di giganti gassosi simili a Nettuno che orbitano piuttosto in prossimità della stella, tanto da essere definiti pianeti nettuniani caldi.
Nel 2019 sono stati scoperti altri due pianeti del tipo super Terra che orbitano più internamente rispetto ai primi due.

## Caratteristiche fisiche
HD 20781 è una nana giallo-arancione meno massiccia e luminosa della compagna. Di tipo spettrale G9,5V, ha una massa ed un raggio rispettivamente pari al 70% e all'84% di quelli della nostra stella. La sua temperatura superficiale è di poco più di 5200 K e la luminosità è la metà circa di quella del Sole. Rispetto alla compagna pare essere più povera di metalli, con un'abbondanza di elementi più pesanti dell'elio del 78% di quella del Sole.

## Sistema planetario
I pianeti scoperti nel 2011 hanno masse rispettivamente 12 e 16 volte quella della Terra e ruotano attorno alla stella in un periodo di 29 e 85 giorni rispettivamente. L'eccentricità orbitale non è elevatissima come per il pianeta di HD 20782, anche se è comunque alta nel caso di HD 20781 c.
Meno massicci e probabilmente di tipo roccioso sono i due pianeti più interni la cui conferma della scoperta è giunta nel 2019: hanno periodi orbitali di 5,3 e 14 giorni circa e masse minime da 2 a 5 volte quella terrestre. Essendo stati scoperti con il metodo della velocità radiale e non essendo stati osservati transiti di tutti i pianeti non sono noti i raggi.

### Prospetto
Segue un prospetto con i principali dati del pianeta orbitante.
| Pianeta | Tipo            | Massa     | Periodo orb. | Sem. maggiore | Eccentricità | Scoperta |
| ------- | --------------- | --------- | ------------ | ------------- | ------------ | -------- |
| d       | Super Terra     | ≥1,93 M⊕  | 5,31 giorni  | 0,0529 UA     | 0,10         | 2019     |
| e       | Super Terra     | ≥5,33 M⊕  | 13,89 giorni | 0,1004 UA     | 0,09         | 2019     |
| b       | Gigante gassoso | ≥10,61 M⊕ | 29,16 giorni | 0,1647 UA     | 0,11         | 2011     |
| c       | Gigante gassoso | ≥14,03 M⊕ | 85,51 giorni | 0,3374 UA     | 0,06         | 2011     |